# کارن استیل
 کارن استیل (انگلیسی: Karen Steele؛ ۲۰ مارس ۱۹۳۱ – ۱۲ مارس ۱۹۸۸) یک هنرپیشه اهل ایالات متحده آمریکا بود.